# Craftsman
A Craftsman é uma empresa dos Estados Unidos do ramo de ferramentas para casa e jardim fundada em 1927 inicialmente de propriedade da Sears, sendo vendida à Stanley Black & Decker em 2017.